# Întrerâuri, Maramureș
Întrerâuri (în maghiară Láposköz, în trad. "Între Lăpușuri") este un sat în comuna Coaș din județul Maramureș, Transilvania, România.

## Istoric
Prima atestare documentară: 1954 . 

## Etimologie
Etimologia numelui localității: din Între + Râuri > Întrerâuri, prin aglutinare. 

## Demografie
La recensământul din 2011, populația era de 90 locuitori. 